# 北京地铁DKZ5型电动车组
北京地铁DKZ5型电动车组是北京地铁的电动车组车款之一，目前于地铁13号线运行。

## 简介
DKZ5型首辆于2002年生产，车头为蓝色涂装，侧面为银灰色涂装。在初期，有132辆（编号H401、H403-H434）在原长春轨道客车生产，88辆（编号H435-H456）在原北京地铁车辆厂生产，配属于回龙观车辆段。最初用于13号线的样车H401和H435于2002年底交付，车窗封闭不能打开，经历了2003年的非典疫情，所有的车都改装内翻式车窗。列车早期为4节编组，为应对沿线客流的快速增长，列车开始于2008年6月开始扩充编组，在2009年3月全部扩充为6编组。
DKZ5车头涂装以蓝色调为主因而被地铁爱好者昵称为“蓝猫”，部分列车2015年更改涂装后被昵称为“骷髅猫”，该称号甚至被北京地铁官方微博提及。

## 列车内部
本列车为鼓型车体，车门为电控电动双扇内藏门，每节车厢共4对车门；另外每节车厢连接处有车门连接，可自动关闭。车门上方安装有LED显示屏，无闪灯图。经过改装后的列车除了外装更换，内部也做了数项更换，如贯通道取消隔门，改为大断面通道，车门上方的LED走字屏改为13号线模仿其他较新线路风格的单点带方向箭头的闪灯图，牵引系统也进行了更新。

## 列车图片
- 厂修改造前的H413号车组驶入西直门站（2006年8月）
- 厂修改造前的H413号车组停靠于东直门站（2006年8月）
- 厂修改造前的H451号车组行驶于上地站至五道口站区间（2008年3月）
- 厂修改造前的H455号车组驶入五道口站（2012年3月）
- 厂修改造前的H426号车组行驶于上地站至五道口站区间（2012年4月）
- 厂修改造前的H423号车组停靠于知春路站（2013年2月）
- 厂修改造前的H424号车组驶入大钟寺站（2013年8月）
- 厂修改造前的H432号车组停靠于东直门站（2017年9月）
- 厂修改造后的H452号车组停靠于回龙观站（2019年12月）
- 厂修改造后的H401号车组停靠于清河站（2022年9月）
- 厂修改造前的DKZ5型列车客室内部（2017年7月）
- 厂修改造后的DKZ5型列车客室内部（2021年4月）
- 厂修改造后的DKZ5型列车客室内部（2024年2月）

## 编组
|              |              | DKZ5 ←西直门方向东直门方向→ |         |          |          |         |                 |
| 车辆编号     | 车辆编号     | 1                           | 2       | 3        | 4        | 5       | 6               |
| 车厢型号     | 车厢型号     | DK32                        | DK33    | 暂时不明 | 暂时不明 | DK33    | DK32            |
| 集电靴       | 集电靴       | 有                          | 无      | 有       | 无       | 无      | 有              |
| 形式区分     | 车厢号       | H4**1                       | H4**2   | H4**3    | H4**4    | H4**5   | H4**6           |
| 形式区分     | 车厢类型     | Mc                          | T       | M        | T1       | T       | Mc              |
| 动力单元     | 动力单元     | 单元1                       | 单元1   | 单元2    | 单元2    | 单元3   | 单元3           |
| 安装机器设备 | 安装机器设备 | VVVF (L) CP (R)             | SIV (L) | VVVF (L) | -        | SIV (R) | VVVF (R) CP (L) |
| 車輛重量     | 車輛重量     | 37.0 t                      | 29.0 t  | 37.0 t   | 29.0 t   | 29.0 t  | 37.0 t          |
| 额定载客量   | 额定载客量   | 223 人                      | 243 人  | 243 人   | 243 人   | 243 人  | 223 人          |

## 列车运送过程

### 第1部分
列车从原长春轨道客车厂房出发，经哈大铁路、沈山铁路、京秦铁路、双沙铁路到达黄土店站，之后通过联络线，进入13号线回龙观站，再通过霍营站后，到达回龙观车辆段。此后的DKZ6型与DKZ10型也是通过这种途径运送而来。

### 第2部分
列车从原北京地铁车辆厂厂房出发，通过北京地铁车辆厂和宋家庄停车场的联络线，到达宋家庄停车场，之后通过5号线到达天通苑南站，后通过与13号线的联络线进入13号线，最终进入回龙观车辆段。

## 事故
- 2005年11月21日13:55分左右，编号为H454的DKZ5型列车在回龙观车辆段试车线调试运行时，因列车失控冲出轨道，使得13号线东直门至西直门方向停止使用，导致13号线服务受阻。直至20:00左右，13号线服务完全恢复[3]。
- 2007年9月4日8时左右，一辆DKZ5型列车由北向南行驶到上地站时，突发故障，导致13号线全线瘫痪38分钟[4]，事故造成数千乘客出行受影响。
- 2008年9月16日8时左右，一辆DKZ5型列车由西直门开往东直门时，在西直门站附近突发故障，导致13号线停运20分钟[5]。
- 2011年8月3日7时左右，一辆DKZ5型列车在上地站发生故障，车内有浓烟冒出[6]，但是据地铁公司相关负责人称，列车冒烟的传言并不属实。

## 退役
预计至2025年，该型列车将全数退役并被ZBM15型列车替换。